# 宋今丹
宋今丹（1927年—），男，奉天（今辽宁）大连人，中国细胞生物学家，曾任中国医科大学教授、博士生导师，哈佛大学客座教授。